# Anastrepha submunda
Anastrepha submunda är en tvåvingeart som beskrevs av Lima 1937. Anastrepha submunda ingår i släktet Anastrepha och familjen borrflugor. Inga underarter finns listade i Catalogue of Life.